# چیچکلی، صابرآباد
چیچکلی (به ترکی آذربایجانی: Çiçəkli) یک منطقه مسکونی در جمهوری آذربایجان است که در شهرستان صابرآباد واقع شده است. چیچکلی ۱۴۲۴ نفر جمعیت دارد.